# مسجد لارابانكا
مسجد لارابانكا هو أحد المساجد الأثرية في غانا، يقع في قرية لارابانكا في المنطقة الشماليَّة من غانا. شُيِّد المسجد وفق النمط المعماري السوداني - السواحيلي، وهو أقدم مساجد الدولة وأحد أقدم مساجد أفريقيا الغربية، وله أهمية ورمزية كبيرة عند المُسلمين في تلك الناحية من العالم، حيث لُقّبت المنطقة التي يقع فيها بلقب «مكَّة أفريقيا الغربيَّة». حسبَ الرواية الشعبية المُتناقلة فإنَّ هذا المسجد بُني سنة 1421م، وجُددت عمارته عدَّة مرَّات مُنذ ذلك الحين حتَّى اليوم، وساهم صُندوق المعالم العالمي (بالإنجليزية: World Monuments Fund)‏ بِترميمه بشكلٍ كبير، وصنَّفه ضمن أكثر مئة موقع عالمي مُهدد بالزوال. كما ساهمت أعمال ترميمه بإحياء أساليب صيانة الأبنية والعمائر بواسطة الطين والجص أو مزيجٍ بينهما.
يحوي المسجد مُصحفًا قديمًا يرجع لِسنة 1650م. وهيئة هذا المسجد الخارجيَّة مُميزة ومُلفتة من حيث أنه مبنيٌّ بواسطة الطوب والقصب، ولهُ بُرجان طويلان هرميَّان، أحدهما يضم المحراب ويُشكِّلُ واجهة المبنى من الشرق، والآخر مئذنة ويقع في الجانب الشمالي الشرقي. يتكاتف الطرفان مع اثني عشر بناء بصليَّة الشكل مُركبة بواسطة عدَّة جُذوع خشبيَّة.

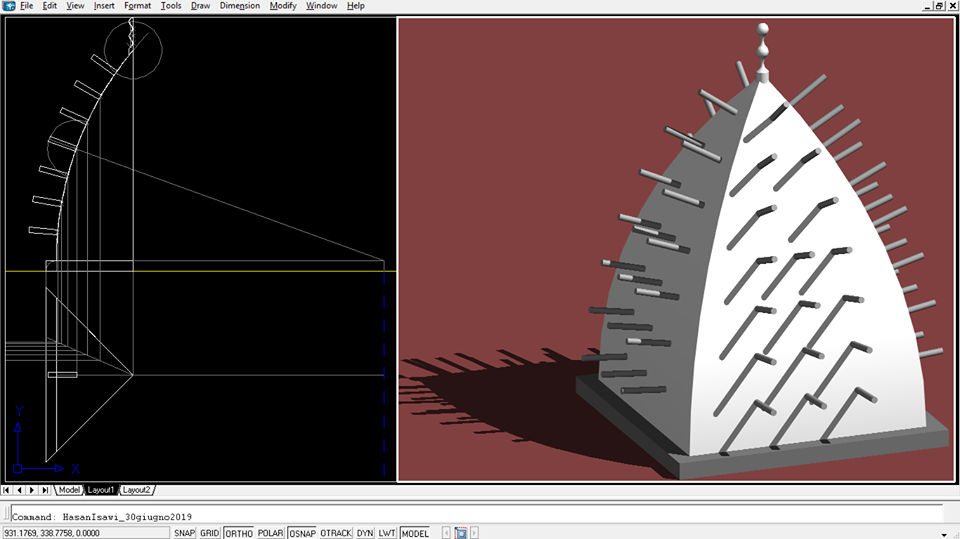
الحد الادنى من الانشاءات الهندسية لتحديد نموذج عقد من العقود الاسطوانية المستدقة لمسجد لارابانكا